# Emil Thielmann
Emil Thielmann (ur. 1907, zm. ?) – zbrodniarz hitlerowski, członek załogi niemieckiego obozu koncentracyjnego Mauthausen-Gusen i SS-Rottenführer.
Pełnił służbę w obozie głównym Mauthausen od maja 1944 do 5 maja 1945 jako wartownik i Blockführer. Osobiście zastrzelił na wiosnę 1945 dziesięciu nowo przybyłych do obozu więźniów, którzy jako skrajnie wycieńczeni uznani zostali za niezdolnych do pracy. W procesie załogi Mauthausen-Gusen (US vs. Franz Kofler i inni) skazany został na karę dożywotniego pozbawienia wolności.